# Morichal Nuevo
Morichal Nuevo es una área no municipalizada de Guainía, en Colombia. Compuesto por los centros poblados: Morichal - Garza, Puerto Valencia y Zancudo. Limita al norte con el municipio de Barrancominas, al noreste con la capital del departamento, Inírida, al sur con Pana Pana y al oeste con el departamento de Vaupés. 